# Nicki French
Nicola Sharon French, conosciuta come Nicki French (Carlisle, 26 settembre 1964), è una cantante britannica.
Ha rappresentato il Regno Unito all'Eurovision Song Contest 2000 con il brano Don't Play That Song Again.

## Biografia
Nicki French ha lavorato per anni come turnista prima di trovare successo a metà anni '90 con la sua cover di Total Eclipse of the Heart, successo planetario che ha raggiunto la 2ª posizione nella classifica australiana e in quella statunitense, la 5ª nel Regno Unito e la 10ª nei Paesi Bassi ed è stata certificata disco d'oro negli Stati Uniti con oltre 500.000 unità di vendita e disco d'argento nel Regno Unito per aver superato le 200.000 vendite. Nel corso degli anni '90 ha piazzato altri quattro singoli nella top 100 britannica.
Il 20 febbraio 2000 ha partecipato alla finale di A Song for Europe, la selezione britannica per l'Eurovision, cantando il suo primo singolo in tre anni, Don't Play That Song Again, e venendo incoronata vincitrice dal televoto. All'Eurovision Song Contest 2000, che si è tenuto il successivo 13 maggio a Stoccolma, si è piazzata al 16º posto su 24 partecipanti con 28 punti totalizzati. Don't Play That Song Again ha raggiunto la 34ª posizione nella classifica britannica dei singoli.
Nel 2003 ha preso parte a The Weakest Link, un programma della BBC sull'Eurovision, insieme ad altri otto rappresentanti britannici. La sua partecipazione non era inizialmente prevista: ha infatti sostituito Gina G all'ultimo minuto. Ha finito per vincere il programma. La cantante ha mantenuto uno stretto rapporto con il suo passato eurovisivo, e ogni anno presenta il London Eurovision Party.
Nicki French è inoltre un'icona gay, ed è spesso invitata a cantare ai gay pride. Fra gli altri, si è esibita allo Stockholm Pride nel 2005, al Mardi Gras australiano lo stesso anno, e all'Europride a Stoccolma nel 2008.

## Discografia

### Album
- 1995 - Secrets
- 1997 - French Revolution
- 2015 - One Step Further
- 2018 - Glitter to the Neon Lights

#### Album natalizi
- 2017 - A Very Nicki Christmas

### Raccolte
- 2015 - Te amo - Best of Nicki French
- 2015 - The Singles 1997-2014
- 2015 - The Essentials

### EP
- 2011 - Rare and Unreleased
- 2015 - Eurovision EP
- 2019 - Let's Play That Song Again

### Singoli
- 1993 - Total Eclipse of the Heart
- 1995 - For All We Know
- 1995 - Did You Ever Really Love Me?
- 1995 - Stop! In the Name of Love / Is There Anybody Out There?
- 1995 - Never in a Million Years
- 1995 - Rockin' Around the Christmas Tree
- 1997 - Te amo
- 1997 - Hard to Say I'm Sorry
- 2000 - Don't Play That Song Again
- 2004 - I Surrender
- 2005 - Calling Out My Name
- 2009 - Ain't No Smoke (Without Fire)
- 2011 - In the Heat of the Night / Love to Call My Own
- 2013 - Red Light (Spells Danger) / Leave a Light On
- 2014 - The Boss
- 2015 - This Love
- 2017 - Teardrops (On the Disco Floor)
- 2017 - Steal the Crown
- 2018 - On Your Marks, Get Set, Go Away
- 2018 - It's Gonna Be a Cold Cold Christmas
- 2018 - Glitter to the Two Brewers
- 2019 - Raise Your Voice